# DSR-1
DSR-1 — німецька снайперська гвинтівка, розроблена та виготовлена німецькою компанією DSR-Precision GmbH.
Гвинтівка побудована за схемою булпап, має повністю регульований приклад. Для скорочення часу перезаряджання в передній частині спускової скоби встановлено тримач для запасного магазина. DSR-1 оснащена швидко змінним стволом, що кріпиться трьома гвинтами до ствольної коробки.

## Оператори
- Німеччина — використовується спецпідрозділом GSG 9[1].
- Естонія[2]
- Люксембург — використовується поліцією.[3][4]
- Іспанія[5]